# Upper End
Upper End – wieś w Anglii, w hrabstwie Derbyshire. Leży 27,4 km od miasta Matlock, 48,2 km od miasta Derby i 231,2 km od Londynu. W 2015 miejscowość liczyła 651 mieszkańców.